# Penseelkever
De penseelkever (Trichius fasciatus) is een kever uit de familie van de bladsprietkevers (Scarabaeidae). De wetenschappelijke naam van de soort werd als Scarabaeus fasciatus in 1758 gepubliceerd door Carl Linnaeus in de tiende editie van Systema naturae.

## Kenmerken
De soort is ongeveer 9 tot 12 millimeter groot en heeft een behaard lichaam. De dekschilden zijn geel met in het midden drie onderbroken, zwarte dwarsstrepen. De tekening van de dekschilden vertoont veel variatie; onder andere komen geheel zwarte exemplaren voor.
Door de kleur en tekening lijkt de penseelkever op een bij of wesp. In combinatie met de beharing wordt menig predator op het verkeerde been gezet door deze vorm van mimicry en wordt hij vaak met rust gelaten. De beharing heeft ook de overdracht van stuifmeel tot gevolg, waardoor deze kever een rol speelt in de bestuiving van bloemen. 

## Leefwijze
De penseelkever eet de zachtere delen van planten, bij voorkeur de witte bloemen van bepaalde schermbloemen. Ook andere planten worden gegeten, zoals els, meidoorn, margriet en wilde liguster. De larve leeft in en van rottend hout en is tweejarig; de volwassen kever is van juni tot augustus te zien.

## Voorkomen
De penseelkever komt voor op open bosplekken in bergachtige streken, maar ook in Oost- en Zuid-Nederland en België in lager gelegen gebieden. Plaatselijk is de soort niet zeldzaam.

## Afbeeldingen

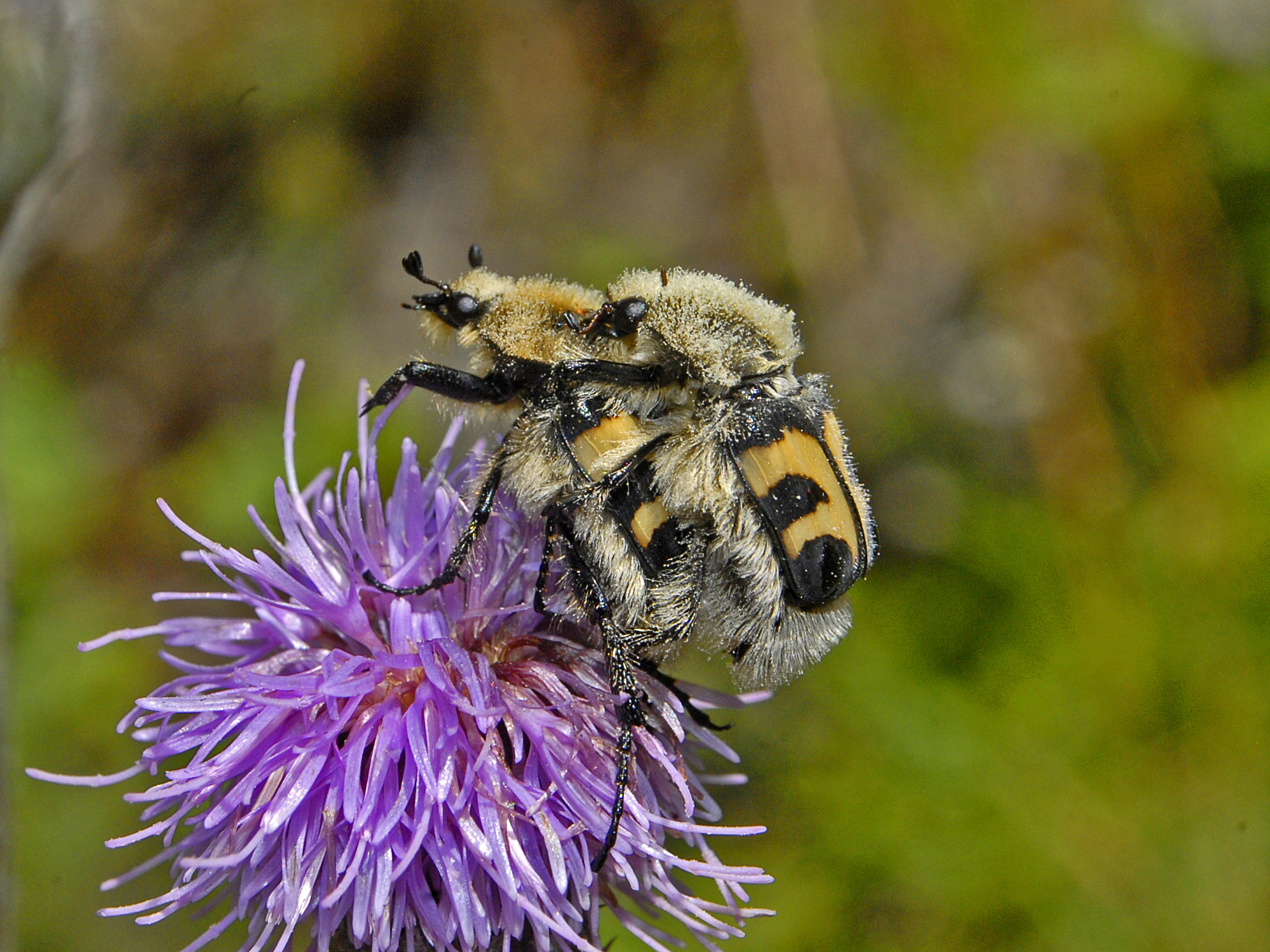
Trichius fasciatus, parend stelletje
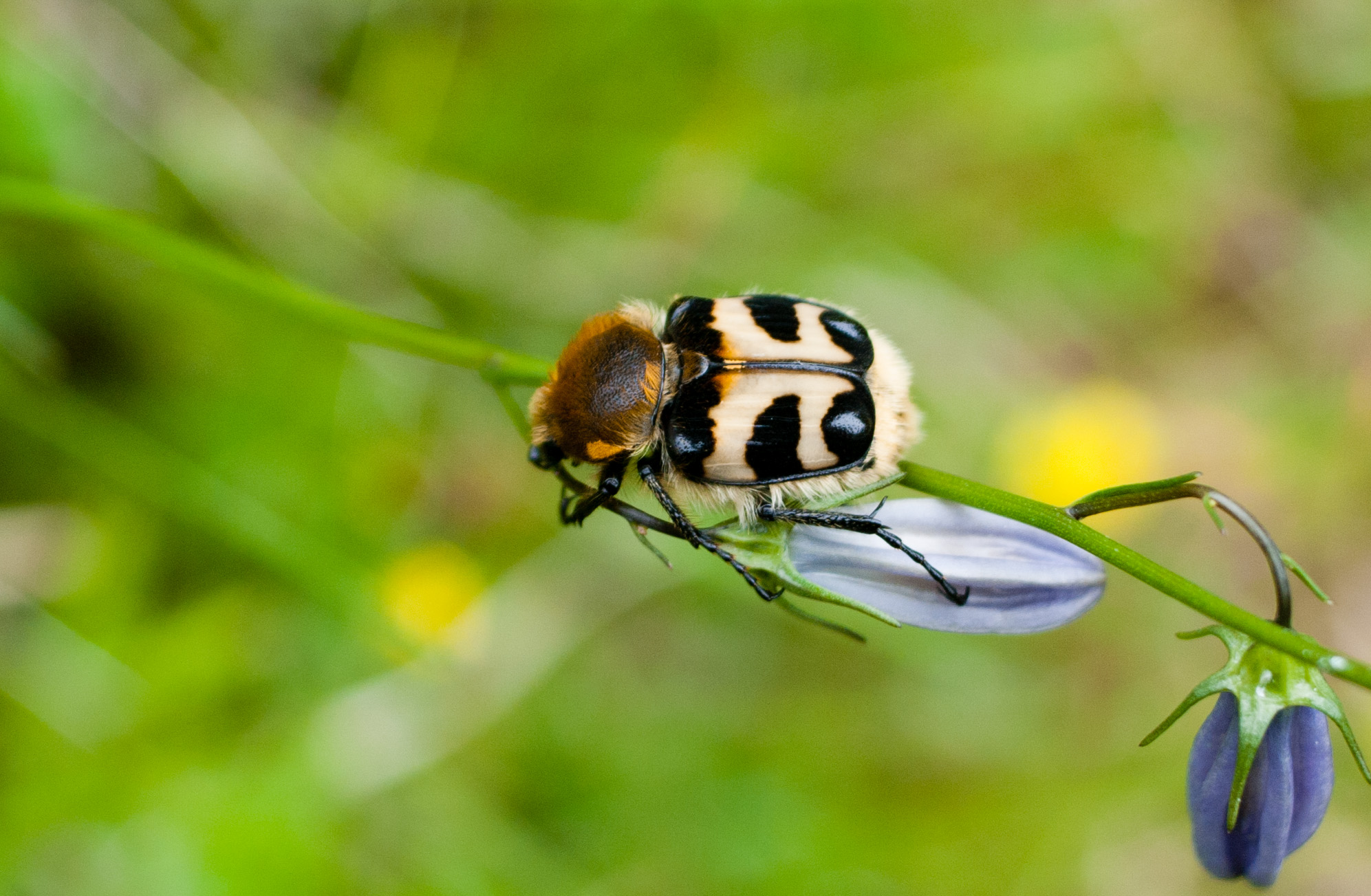
Trichius fasciatus, rugzijde
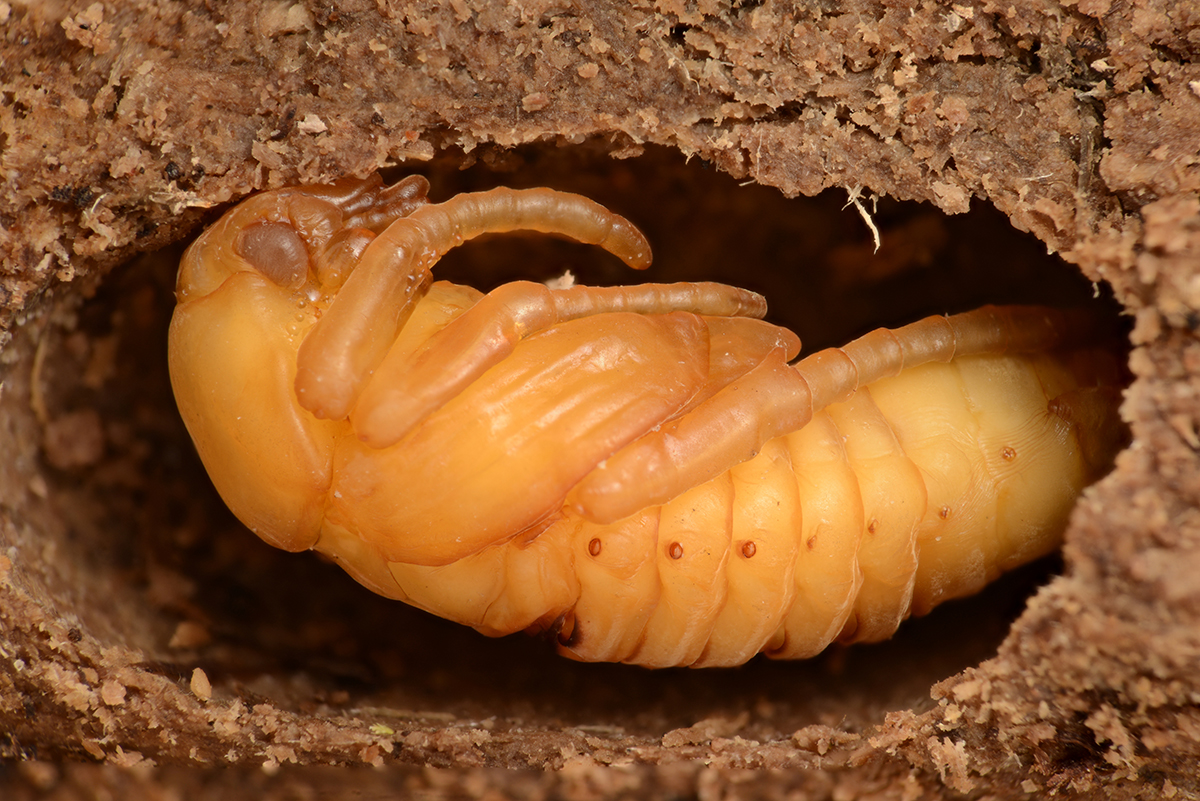
pop van Trichius fasciatus